# Próba Abla
Próba Abla (jodoskrobiowa) – metoda badania trwałości chemicznej materiałów wybuchowych, które zawierają nitrozwiązki nitrogliceryny, dynamitu i prochów nitroglicerynowych. Próba Abla polega na pomiarze czasu zmiany zabarwienia papierka jodoskrobiowego pod wpływem produktów rozkładu badanego materiału wybuchowego.